# أوبليكس
أوبليكس هو شخصية خيالية في سلسلة الكتب الهزلية الفرنسية أستريكس وهو صديق لأستريكس. تعود تسميته للاسم اليوناني للمسلة.